# Manda (Jammu)
Pour les articles homonymes, voir Manda.
Manda est un village près de Jammu en Inde. C'est le site archéologique le plus septentrional de la civilisation de l'Indus.

## Situation
Manda est situé sur la rive droite de la rivière Chenab sur les contreforts de la chaîne du Pir Panjal, à 28 km au nord-ouest de Jammu.
On pense que le site servait à fournir du bois depuis les collines de l'Himalaya, qui était renvoyé via la rivière aux autres cités de la civilisation de l'Indus. 

## Fouilles
Le site de Manda a été fouillé par l'Archaeological Survey of India pendant l'année 1976-77 sous la direction de J.P. Joshi. Les fouilles ont révélé un dépôt de 9,20 m avec 3 périodes superposées contenant deux sous-périodes au sein de la période I. La période II contient des poteries anciennes comparable à celle de la même période dans la région nord de l'Inde, et la période III est représentée par des antiquités kouchanes, des murs de maison et une rue de 3 m de large. Après la période koushane, le site semble avoir été déserté.

## Objets récupérés
Poteries pré-harappéennes (15%-25%), poteries harappéennes incluant des jarres, des plats, des plats sur pied, bols, gobelets et des têtes de flèche en os, bracelets en terre cuite, gâteaux, des lames de silex.